# درويلة
دِرْوِيْلَة جنس من ثلاثة أنواع من الشجيرات النفضية في الفصيلة الخمانية مهدها شرق أمريكا الشمالية. الاسم العلمي للجنس على اسم الجراح الفرنسي الدكتور مَرِين ديريفيل، الذي وصف النبات إلى أوروبا حوالي عام 1700.

## الأنواع
| صورة | اسم شائع     | الاسم العلمي           | توزيع                                                                              |
| ---- | ------------ | ---------------------- | ---------------------------------------------------------------------------------- |
|      | درويلة كندية | Diervilla lonicera     | من كيبيك الشمالية ولابرادور إلى جورجيا وألاباما وتصل إلى أقصى الغرب مثل ساسكاتشوان |
|      |              | Diervilla rivularis    | ألاباما وجورجيا وتينيسي.                                                           |
|      | درويلة لاطئة | Diervilla sessilifolia | جبال سموكي العظيمة وجبال الأبلاش الجنوبية                                          |